# Moser-Roth
Moser-Roth је бренд немачке чоколаде коју производи Сторк за Алди.

## Историја
Назив бренда је неколико пута пренет на различите компаније.
Првобитну компанију Рох основао је 1841. године у Штутгарту посластичар Вилхелм Рот млађи. Године 1876. Рот се повукао из компаније и малу фабрику су преузели Вилхелм Вагнер и Kommerzienrat Шпросер. 1881. предузеће се сели у веће просторије.
Године 1896. компанија се спојила са својим конкурентом из Штутгарта E. O. Moser & Cie, коју је 1846. основао мајстор посластичар Eduard Otto Moser (1818–1878).
Бренд је регистрован 1902. године и компанија је имала највећу фабрику чоколаде у Штутгарту у 20. веку, запошљавајући чак 550 људи око 1910. године.
Почетком 1942. године компанију је из политичких разлога затворила Нацистичка партије. У септембру 1944. цела фабрика је изгорела у ваздушном нападу.
Карл Халер из Штутгарта купио је бренд Moser-Roth 1947. године и 1948. је наставио производњу. Након његове смрти компанију Халлер је купила Мелита; Производња чоколаде настављена је до 1967. године, након чега је бренд Moser-Roth прошао кроз различите власнике, да би коначно продат Сторк-у.
Од јуна 2007. компанија производи чоколаду за Алди. Moser-Rothје Алдијев врхунски бренд чоколаде; добила је награду Немачког пољопривредног друштва 2007.